# Trafikflyghögskolan
Trafikflyghögskolan (TFHS) är en del av Lunds universitet och bildades år 1984 i Ljungbyhed och är belägen vid Ljungbyheds flygplats.

## Historik
Trafikflyghögskolan bildades år 1984 under namnet Trafikflygarhögskolan. Den 3 april 1984 invigdes skolan av kommunikationsminister Curt Boström. Skolan bildades som en fackskola vid Krigsflygskolan (F 5), men hade ett samarbetsavtal med de större civila flygbolagen. I samband med att Krigsflygskolan skulle avvecklas den 30 juni 1998, beslutades det att skolan från och med den 1 januari 1998 skulle övertas av Lunds universitet. För detta fick Lunds universitet ett stöd av regeringen på fem miljoner kronor för åren 1998–2000. Vidare lämnade regeringen ett stöd på 18 miljoner kronor till det nya flygplatsbolaget i Ljungbyhed. När Försvarsmakten upphörde att vara huvudman för Trafikflygarhögskolan gjordes en namnändring till Trafikflyghögskolan.

## Verksamhet
Från och med 2014 genomförs den grundläggande flygutbildningen som ett YH-program och studenterna erhåller efter avslutad utbildning MPL-certifikat med ATPL-teori. Studenterna som går YH-programmet har efter examen möjlighet att läsa vidare motsvarande ett års heltidsstudier på TFHS för att få ett komplett kandidatprogram. Grundläggande flygskolning sker på Cirrus SR-20, med grundläggande IFR-träning i Beechcraft 200 simulator (FNPT II). Senare i utbildningen tränas studenterna i MCC i Boeing 737-800-simulator (FNPT II). I utbildningens sista skede genomförs Type Rating och vidare bolagsträning i samarbete med ett flygbolag, kallat "host airline". Historiskt har detta skett på Fokker 50, Embraer ERJ 145, Boeing 737-800 och ATR 72. I dagsläget är TFHS "host airlines" SAS, Norwegian och BRA. Anropssignalen för Trafikflyghögskolans elever i luften är "University", vilket på färdplanen förkortas UNY.

## Drönarutbildning
Hösten 2017 startade TFHS och Folkuniversitetet en ettårig utbildning för kommersiella drönarpiloter. Utbildningen, som är certifierad av Transportstyrelsen, är den första 
auktoriserade drönarskolan (ADS) i Europa.